# Olga Homeghi
Olga Bularda-Homeghi (* 1. Mai 1958 in Fieni) ist eine rumänische Ruderin.

## Erfolge
Erstmals nahm sie an den Olympischen Spielen 1980 in Moskau teil, wo sie noch unter ihrem Geburtsnamen antrat und im Doppelzweier, zusammen mit Valeria Răcilă die Bronzemedaille gewann. Vier Jahre später gewann sie in Los Angeles im Vierer mit Steuermann die Goldmedaille. Die Olympischen Spiele 1988 in Seoul waren dagegen ihre erfolgreichsten Spiele. Im Zweier ohne Steuermann gewann sie zusammen mit Rodica Arba die Goldmedaille und im Achter die Silbermedaille.